# Ruská imperiální armáda
Ruská imperiální armáda neboli armáda Ruského impéria (rusky Ру́сская импера́торская а́рмия) byla ozbrojená pozemní síla Ruského impéria, která existovala od roku 1721 do revoluce v Rusku v roce 1917. Na počátku 50. let 19. století ruskou armádu tvořilo více než 900 000 stálých vojáků a téměř 250 000 nepravidelných vojáků (většinou kozáků).
V letech 1812 až 1814 ruská armáda zastavila Napoleonovo východní tažení a v letech 1676 až 1917 vedla mnoho válek proti Osmanům. Nejvyšším velitelem armády byl ruský imperátor (v běžné mluvě nazývaný car).
Díky početní a taktické síle své armády bylo Ruské impérium po několik staletí jednou z největších světových vojenských mocností. Po únorové revoluci a přeměně státního zřízení v roce 1917 sloužila jako armáda křehkého republikánského režimu prozatímní vlády a poté byla dne 29. ledna 1918 bolševiky rozpuštěna. Na troskách carské armády se v ruské občanské válce zformovaly oddíly bílé gardy, dále několik separatistických armád a Rudá armáda vytvořená bolševickým režimem, která se později stala základem vojenské síly Sovětského svazu.

## Historie
Vznik ruské imperiální armády spadá do doby panování cara Petra I. Velikého.
Ještě v 16. a 17. století bylo Rusko stále spíše uzavřená země, kde se na zahraniční návštěvníky pohlíželo s nedůvěrou. Velmi brzy však vznikla potřeba povolat vojáky a techniky, aby posílili armádu, zejména dělostřelectvo ze zahraniční. Za panování Ivana Hrozného (v letech 1533 až 1584) čítala carská armáda 4 300 cizinců, především anglických a skotských.
Za panování Borise Godunova jejich počet poklesl na 2 500. Mnoho z nich ze země odešlo během "smutných časů", pak se ale během 17. století zahraniční vojáci opět vraceli, mezi nimi napři. Skot Alexander Leslie a Patrick Gordon, který se stal jedním z nejvěrnějších rádců mladého cara Petra Velikého. Po revoltě tradičního elitního sboru strelců na počátku jeho vlády, nechal Petr tuto jednotku rozpustit. Po porážkách od švédského krále Karla XII. pochopil potřebu reformovat armádu podle západního vzoru. V roce 1698 nechal naverbovat 700 cizích důstojníků, z nichž mnozí se ovšem ukázali jako dobrodruzi nebo nezkušení. Poté se ujal zformování důstojnického sboru z řad ruské šlechty. Každý šlechtic schopný služby musel od 13 let sloužit jako voják, poté jako důstojník, pod hrozbou propadnutí a konfiskace majetku. Šlechtic se nemohl stát důstojníkem, pokud nesloužil jako voják v carské gardě.
V letech 1700 - 1702 bylo v armádě vycvičeno 2 913 šlechticů a dalších 940 zahájilo výcvik. V roce 1701 byla z 1 137 důstojníků pěchoty třetina cizinců, zatímco prakticky všichni důstojníci jezdectva pocházeli z řad ruské šlechty.

## Organizace

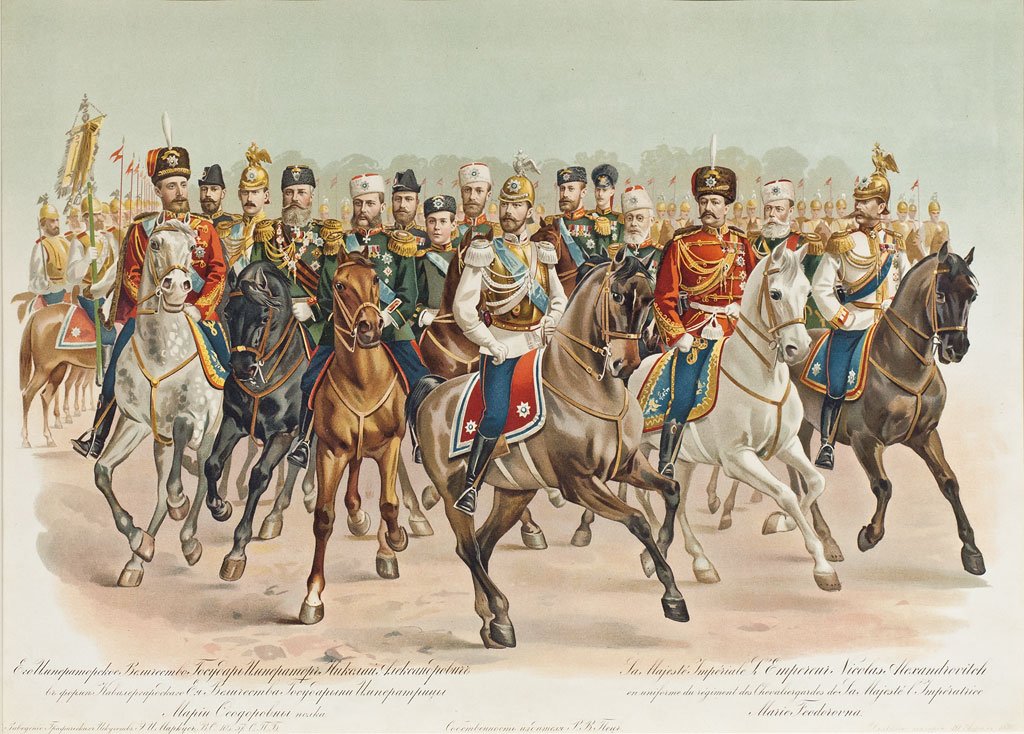
Ruský car Mikuláš II. v uniformě gardového pluku jezdectva, 1896

Ruské impérium v roce 1867

Carská ruská armáda vstoupila do napoleonských válek administrativně i v terénu organizovaná na týchž principech, jako v 18. století, kdy jednotky byly přiděleny na armádním velitelství a nesly označení buď podle svého nejvyššího velitele, nebo podle oblasti operací. Administrativně byly pluky zařazeny do vojenských inspekcí, předchůdců vojenských újezdů a zahrnovaly výcvikové sklady branců, posádky a pevnostní vojska a muniční sklady.

### Hodnosti a výložky carské ruské armády
Barva výložek se u jednotlivých pluků liší, zde jsou vyobrazeny bojové stejnokroje z let 1914–1917 (u některých výložek mohou být zobrazeny monogramy vojenských jednotek).
| Pěchota, řadové mužstvo | Dělostřelectvo | Kavalerie | Kozáci | Hodnostní označení |
| --- | --- | --- | --- | ------------------ |
| Hodnosti | | | |                    |
| Mužstvo (Солдаты) | | | |                    |
| Рядовой, гренадер, стрелок (vojín, granátník, střelec) | Канонир (střelec) | Рядовой, гусар, драгун, улан, кирасир (vojín, husar, dragoun, hulán, kyrysník)                                                  | Казак (Kozák) |                    |
| Ефрейтор (svobodník) | Бомбардир (bombardér) | Ефрейтор (svobodník) | Приказный (prikaznyj) |                    |
| Poddůstojníci (Унтер-офицеры) | | | |                    |
| Младший унтер-офицер (desátník) | Младший фейерверкер (mladší střelmistr)                                                                                         | Младший унтер-офицер (desátník)                                                                                                 | Младший урядник (stráž) |                    |
| Старший унтер-офицер (seržant) | Старший фейерверкер (hlavní střelmistr)                                                                                         | Старший унтер-офицер (seržant)                                                                                                  | Старший урядник (hlavní stráž) |                    |
| Фельдфебель (feldwebel / vrchní seržant) | Фельдфебель, вахмистр (конная артиллерия) (feldwebel, vachmistr: dělostřelecký rytíř / štábní seržant / maršál ubikací)         | Вахмистр (vachmistr / štábní seržant / proviantní)                                                                              | Вахмистр (vachmistr / štábní seržant / proviantní)                                                                                           |                    |
| Подпрапорщик (podpraporčík / aspirant) | Подпрапорщик (podpraporčík / aspirant)                                                                                          | Подпрапорщик (podpraporčík / aspirant)                                                                                          | Подхорунжий (podchorunžij / aspirant) |                    |
| Зауряд-прапорщик, подпрапорщик на офицерской должности (zaurjad-praporčík, podpraporčík v důstojnické pozici / hlavní aspirant)                                   | Зауряд-прапорщик, подпрапорщик на офицерской должности (zaurjad-praporčík, podpraporčík v důstojnické pozici / hlavní aspirant) | Зауряд-прапорщик, подпрапорщик на офицерской должности (zaurjad-praporčík, podpraporčík v důstojnické pozici / hlavní aspirant) | Зауряд-хорунжий (zaurjad-chorunžij / hlavní aspirant)                                                                                        |                    |
| Nižší důstojníci (Обер-офицеры) | | | |                    |
| Прапорщик (только военное время) (Praporščik / praporčík: pouze v době války)                                                                                     | | | |                    |
| Подпоручик (druhý poručík) | Подпоручик (druhý poručík) | Корнет (kornet) | Хорунжий (chorunžij / praporčík) |                    |
| Поручик (poručík) | Поручик (poručík) | Поручик (poručík) | Сотник (setník) |                    |
| Штабс-капитан (štábní kapitán) | Штабс-капитан (štábní kapitán)                                                                                                  | Штабс-ротмистр (štábní rotmistr)                                                                                                | Подъесаул (podjesaul) |                    |
| Капитан (kapitán) (po roce 1884 byla hodnost povýšena do VIII. třídy)                                                                                             | Капитан (kapitán) (po roce 1884 byla hodnost povýšena do VIII. třídy)                                                           | Ротмистр (rytmistr) (po roce 1884 byla hodnost povýšena do VIII. třídy)                                                         | Есаул (jesaul) (po roce 1884 byla hodnost povýšena do VIII. třídy)                                                                           |                    |
| Vyšší důstojníci (Штаб-офицеры) | | | |                    |
| Подполковник (podplukovník) | Подполковник (podplukovník) | Подполковник (podplukovník) | Подполковник (podplukovník), hodnost zrušena v roce 1884. Od roku 1885 Войсковой старшина (vojskovoj staršina / vojenský seržant / staršina) |                    |
| Полковник (plukovník) | | | |                    |
| Generálové (Генералы) | | | |                    |
| Генерал-майор (generálmajor) | | | |                    |
| Генерал-лейтенант (generálporučík) | | | |                    |
| Generálové dle druhu sil (Генералы рода войск) | | | |                    |
| generál pěchoty, инженер-генерал (generál pěchoty, inženýr-generál                                                                                                | Генерал от артиллерии (generál dělostřelectva)                                                                                  | Генерал от кавалерии (generál kavalérie)                                                                                        | Генерал от кавалерии (generál kavalérie) |                    |
| Генерал-фельдмаршал (Generalfeldmarschall). Hodnost existovala, ale v období 1914-1917 nebyla přidělena žádnému z ruských generálů. Obrázek odznaku je podmíněný. | | | |                    |

## Generálové a velitelé
V čele ruské imperiální armády stáli někteří slavní vojevůdci:
- Petr I. Veliký
- Alexandr I.
- Boris Petrovič Šeremetěv
- Pjotr Semjonovič Saltykov
- Grigorij Alexandrovič Potěmkin
- Alexandr Vasiljevič Suvorov
- Michail Illarionovič Kutuzov
- Michel Barclay de Tolly
- Alexej Petrovič Jermolov
- Michail Dmitrijevič Skobelev
- Alexej Alexejevič Brusilov
- Alexandr Danilovič Menšikov
- Michail Michajlovič Golicyn
- Peter Lacy
- Christofor von Münnich
- Pjotr Rumjancev
- Ivan Vasiljevič Gudovič
- Andrej Grigorjevič Rosenberg
- Pjotr Ivanovič Bagration
- Pjotr Lvovič Wittgenstein
- Michail Semjonovič Voroncov
- Pjotr Stěpanovič Kotljarevskij
- Nikolaj Kamenskij
- Leontij Leontjevič Bennigsen
- Michail Miloradovič
- Ivan Fjodorovič Paskevič
- Alexej Petrovič Jermolov
- Hans Karl von (Ivan Ivanovič) Diebitsch-Sabalkanski
- Michail Dmitrijevič Gorčakov
- Nikolai Ivanov
- Alexej Kaledin
- Nikolaj Judenič
- Pjotr Nikolajevič Wrangel